# Marc Lol·li Palicà
|  | Per a altres significats, vegeu «Marc Lol·li». |

Marc Lol·li Palicà (en llatí Marcus Lollius Palicanus) va ser un magistrat romà. Era un romà d'origen humil del Picè, i va arribar a tribú de la plebs l'any 71 aC.

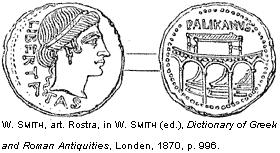
Marc Lol·li Palicà

En el seu tribunat va reclamar amb energia la restauració dels poders i privilegis que abans de Sul·la havien gaudit els tribuns. A final de l'any 71 aC va tornar a Roma Gneu Pompeu després de la seva victòria sobre Sertori i Palicà va convocar una assemblea fora de les portes de la ciutat on Pompeu va prometre que retornaria els poders dels tribuns, promesa que va complir al seu consolat de l'any 70 aC.
Palicà també va donar suport a la lex Aurelia judiciaria del pretor Luci Aureli Cotta, per la que els senadores eren privats del seu dret exclusiu a ser jutges contra els cavallers, i els judicis van ser formats per senadors, equites, i tribuni aerarii.
Va intentar incitar al poble contra l'aristocràcia, explicant una vegada i una altra la cruel conducta de Verres a Sicília, i per produir més impressió va portar a Roma a la gent a la que Verres havia fuetejat i els va exhibir.
Aquestes posicions polítiques i el seu origen humil el van fer objecte de l'odi de l'aristocràcia. Quan va ser candidat per consolat l'any 67 aC el cònsol Pisó, que presidia els comicis, no va voler anunciar el seu nom com a candidat. El 64 aC es va presentar altre cop, però no ho va aconseguir. L'any 60 aC apareix al costat del cònsol Afrani.
Sembla que els seus rivals el menyspreaven com a orador, ja que Ciceró, del partit contrari, diu: Palicanus aptissimus auribus imperitorum («Palicà [sonava] habilíssim per a les oïdes dels inexperts»), i Sal·lusti el descriu com loquax magis quam facundus («més loquaç que eloqüent»). Se suposa que Lòl·lia, amant de Cèsar, i casada amb Aule Gabini, era la seva filla.